# Hans Heiling
Hans Heiling ist eine Romantische Oper mit gesprochenen Dialogen in drei Akten und einem Vorspiel von Heinrich Marschner nach einem Libretto von Eduard Devrient, der auch die Titelrolle in der Uraufführung sang. Diese erfolgte am 24. Mai 1833 an der Berliner Königlichen Hofoper.
Mit diesem Werk erlangte Marschner seinen Ruf als einer der wichtigsten Opernkomponisten seiner Zeit, doch seine Stellung als Hofkapellmeister in Hannover vermochte er damit nicht zu verbessern. Wie in Marschners Der Vampyr sind in Hans Heiling überirdische Elemente und Effekte im Spiel.

## Handlung

### Prolog
Von trübem rötlichen Licht erhellte unterirdische Höhle
Nachdem Hans Heiling sich in die Sterbliche Anna verliebt hat, plant er, das Unterweltreich der Erdgeister zu verlassen, um sie zu heiraten. Die Versuche seiner Mutter, ihn zum Bleiben zu überreden, beachtet er nicht. Er nimmt sich einige Juwelen und ein magisches Buch, das ihm erlaubt, Macht über die Untertanen der Unterwelt zu gewinnen.

### Erster Akt
Das Innere von Heilings Wohnung
Heiling steigt zur Erde auf, um seine zukünftige Braut zu suchen. Er findet Anna und ihre Mutter, die Anna ermutigt, die Werbung des reichen Fremden anzunehmen. In einem unbeobachteten Moment schaut Anna in sein Buch, das sie sofort mit Schrecken erfüllt. Heiling verbrennt das Buch auf ihre Forderung hin und begleitet Anna widerstrebend zu einem Dorffest.
Freier Platz vor der Dorfschenke
Viele Leute trinken, tanzen und singen in einer Kneipe. Stephan und Niklas treffen sich mit Konrad, der Anna seit langem geliebt hat. Anna und Heiling kommen dazu, und Konrad bittet Anna um einen Tanz. Heiling erhebt wütenden Einspruch, den Anna aber nicht beachtet. Sie erinnert Heiling daran, dass sie noch nicht verheiratet sind, und verlässt die Szene mit Konrad.

### Zweiter Akt
Wilde Wald- und Felsgegend, Abendrot
Anna geht durch einen Wald auf ihrem Weg nach Hause. Es wird ihr klar, dass sie Konrad liebt, aber sie ist immer noch mit Heiling verlobt. Plötzlich erscheint die Königin und bittet das Mädchen, ihren Sohn freizugeben, der kein Mensch ist, sondern ein Prinz der Unterwelt. Anna fällt in Ohnmacht. Konrad entdeckt sie und bringt sie nach Hause.
Gertrudes Hütte, Nacht
Heiling besucht Anna in ihrem Haus und bietet ihr Juwelen an, um sie für sich zu gewinnen. Anna gibt ihm diese aber zurück, sie kennt jetzt deren Ursprung. In einem Wutanfall sticht Heiling Konrad nieder und rennt weg.

### Dritter Akt
Ödes Felstal, Nacht
Heiling kehrt zu den Erdgeistern zurück. Er ruft seine früheren Untertanen zusammen, nur um erneut zu erfahren, dass er ohne sein Buch seine Macht über sie verloren hat. Dann hört er, dass Konrad nicht tot ist und am nächsten Tag Anna heiraten soll. In seiner Verzweiflung wirft er sich zu Boden. Als sie sehen, dass Heiling so viel verloren hat, schwören ihm seine Untertanen erneut die Treue. In Gedanken bei der Nachricht von der bevorstehenden Hochzeit kehrt er in die Oberwelt zurück, um mit seinen neugefundenen Kräften Rache zu nehmen.
Wald mit Felsenkapelle
Konrad und Anna heiraten in einer Waldkapelle. Heiling nähert sich und greift sich Annas Hand. Anna bittet um Gnade. Konrad stürmt seiner Frau zur Hilfe, aber sein Messer bricht, als er auf Heiling einsticht. Heiling beschwört die Erdgeister, um alle Leute zu töten, aber in dem Moment erscheint die Königin. Sie überredet Heiling, sich zu versöhnen, und sie kehren dann in die Unterwelt zurück.

## Musik
Hans Heiling ist eine zentrale Oper der Epoche zwischen Carl Maria von Weber und Richard Wagner. Ihre Struktur ist höchst originell. Die Ouvertüre zum ersten Akt eröffnet nicht wie üblich die Oper. Stattdessen gibt es einen Prolog vor der Ouvertüre, die nach dem Fallen des Vorhanges anfängt und während eines Szenenwechsels gespielt wird.
Heilings Arie aus dem ersten Akt („An jenem Tag“) wird sowohl in Deutschland als auch im Ausland noch aufgenommen und in Konzerten aufgeführt. Sie wird allgemein als das Schmuckstück dieser Oper angesehen. Auch die Arie der Königin („O bleib bei mir“), das Finale des ersten Aktes mit dem Bauernchor („Juchheisa“), Annas Szene und Arie („Einst war so tiefer Friede mir in meinem Herzen“), Ensemble und Arie der Königin mit Chor („Aus der Klüfte Schlund“), Gertrudes Melodram und Lied („Des Nachts wohl auf der Haide“), Konrads und Annas Duett („Ha! dieses Wort“) und Heilings Beschwörung („Herauf“) sind beachtenswert.

### Instrumentation
Die Orchesterbesetzung der Oper enthält die folgenden Instrumente:
- Holzbläser: zwei Flöten (2. auch Piccolo), zwei Oboen, zwei Klarinetten, zwei Fagotte
- Blechbläser: vier Hörner, zwei Trompeten, drei Posaunen
- Pauken
- Streicher
- Donnermaschine
- Bühnenmusik auf der Szene: zwei Flöten, zwei Klarinetten, zwei Fagotte, zwei Hörner, Trompete
- Bühnenmusik hinter der Szene: vier Hörner ad lib., Glöckchen
- Bühnenmusik unter der Szene: drei Posaunen

## Werkgeschichte

### Literarische Vorlage
Im 18. Jahrhundert deutete man die Felsformationen der Hans-Heiling-Felsen an der Eger als versteinerte Zwergenhochzeit und nannte auch den Namen des Hans Heiling. Dies geht aus der Einleitung des Ritterromans Hans Heiling von Christian Heinrich Spieß 1798 hervor. Die von ihm und Theodor Körner gewählte erzählerische Ausgestaltung des Stoffs als „böhmische Volkssage“ zu bezeichnen, ist irreführend, da offenbleiben muss, was der literarischen Imagination von Spieß und Körner zu verdanken ist. Die Brüder Grimm reduzierten Körners Erzählung auf einen angeblichen Sagenkern.

### Uraufführung
Ursprünglich war die Oper auf den Sänger Traugott Gey zugeschnitten. Da aber dieser Engagement in Hannover hatte und die Uraufführung in Berlin stattfand, war er verhindert.
Die Uraufführung fand am 24. Mai 1833 unter der Leitung des Komponisten an der Berliner Königlichen Hofoper statt. Es sangen Johanna Lehmann (Königin der Erdgeister), Eduard Devrient (Hans Heiling), Caroline Grünbaum (Anna), Henriette Valentini (Gertrud), Carl Adam Bader (Konrad) und Gustav Becker (Niklas).

### Rezeption
Im September 2015 wurde Hans Heiling im Theater an der Wien aufgeführt. Zudem lief die Oper in der Spielzeit 2015/2016 im Theater Regensburg.
Mit einer Neuinszenierung am Aalto Musiktheater in Essen stellte der Regisseur Andreas Baesler das Werk 2018, dem Jahr des endenden Steinkohlebergbaus im Ruhrgebiet, in den Kontext der Kulturgeschichte des Ruhrkohlebergbaus.

## Trivia
Das Mittelfoyer des Wiener Staatsoperngebäudes (Front zur Ringstraße) ist mit Bildern von Moritz von Schwind und Büsten von Komponisten geschmückt, darunter auch Heinrich Marschner und Szenen aus Hans Heiling. Das Werk stand von 1846 bis 1924 auf dem Spielplan der Wiener Hofoper bzw. Wiener Staatsoper.

## Diskografie
- Marianne Eklof, Magdalena Hajossyova, Karl Markus, Thomas Mohr, Ladislav Neshyba, Jan Rozehnal, Eva Seniglova, Slowakisches Philharmonisches Orchester & Chor, Dirigent: Ewald Körner. CD, Aufnahme: 1992, Naxos 8.223306-07 (Marco Polo imprint).
- Hans Franzen, Harald Meister, Hermann Prey, Hetty Plümacher, Leonore Kirschstein, Karl-Josef Hering et al. WDR Sinfonieorchester Köln & Chor, Dirigent Joseph Keilberth. CD, Live-Mitschnitt vom Juli 1966, Köln. Opera d’Oro, UPC 723724387027
- Gertie Zeumer, Ursula Schröder-Feinen, Heikki Siukola, Bernd Weikl, Marie Luise Gilles, Orchester und Chor der RAI Turin, Dirigent: George Alexander Albrecht. CD, Aufnahme: Juni 1972. Gala Records GLA 730, UPC 675754665821
- Markus Werba, Anna Caterina Antonacci, Herbert Lippert, Gabriele Fontana, Cornelia Wulkopf, Nicola Ebau, Brian Garth Nickel, Teatro lirico di Cagliari & Chor, Dirigent: Renato Palumbo. DVD, Aufnahme: 26. Juli 2005. Dynamic 33467, UPC 675754849825